# Scheuerstraße 19 (Wismar)
Das Wohnhaus Scheuerstraße 19 in Wismar-Altstadt, Scheuerstraße zwischen der Frischen Grube und dem Wassertor, stammt aus dem 19. Jahrhundert.
Das Gebäude steht unter Denkmalschutz.

## Geschichte
Das dreigeschossige klassizistische, verputzte Giebelhaus aus dem zweiten Viertel des 19. Jahrhunderts hat einen angedeuteten Mittelrisalit, darüber ein Giebeldreieck mit einem halbrunden Fenster als Lünette sowie eine einfache Rückfassade. Teile des Gebäudes stammen aus dem späten Mittelalter (Keller, Brandwand). 1710 wurde hier ein Giebelhaus mit Kemlade (teilweise erhalten) erwähnt. Die heutige Fassade entstand bei dem Neu- und Umbau des nun 17 Meter tiefen Gebäudes. Ein repräsentatives Treppenhaus mit der viertelgewendelten Holztreppe erschließt die Obergeschosse.
Von 2003 bis 2005 wurde das Gebäude durch einen neuen Eigentümer mit Mitteln der Städtebauförderung saniert und durch fünf Wohnungen und einen Kindergarten (Kita Sinnesreich) im Erdgeschoss genutzt.